# Anthony G. Miller
Anthony "Tony" G. Miller (1951 ) es un profesor, explorador, y botánico escocés. Se desempeña académicamente en los Reales Jardines Botánicos de Kew, y anteriormente en el Real Jardín Botánico de Edimburgo.

## Algunas publicaciones
- abdul wali al Khulaidi, anthony g. Miller, peter Furley. 2010. Environmental and Human Determinates of Vegetation Distribution. Ed. Lambert Acad. Publ. 420 pp. ISBN 3838394917, ISBN 9783838394916

- anthony g. Miller, miranda Morris. 2004. Ethnoflora of the Soqotra Archipelago. Ed. Royal Bot. Garden, Edinburgh, il. 759 pp. ISBN 1872291597, ISBN 9781872291598

- ----------------------, thomas a. Cope, j.a. Nyberg. 1996. Flora of the Arabian Peninsula and Socotra. Volumen 1. Ed. Edinburgh University Press. 586 pp. ISBN 0-7486-0475-8 en línea

- ----------------------, miranda Morris, susanna Stuart-Smith. 1988. Plants of Dhofar, the southern region of Oman: traditional, economic, and medicinal uses. Ed. Diwan of Royal Court, Sultanate of Oman. 361 pp. ISBN 0-7157-0808-2

## Honores

### Epónimos
- (Araceae) Philodendron milleri Croat[1]
- (Asclepiadaceae) Echidnopsis milleri Lavranos[2]

- La abreviatura «A.G.Mill.» se emplea para indicar a Anthony G. Miller como autoridad en la descripción y clasificación científica de los vegetales.[3]